# Parafia Matki Bożej Różańcowej w Lublinie
Parafia Matki Bożej Różańcowej w Lublinie – parafia rzymskokatolicka w Lublinie, należąca do archidiecezji lubelskiej i dekanatu Lublin – Zachód. Została erygowana 15 stycznia 1993 roku.
Obejmuje ulice: Agatową, Ametystową, Bursztynową, Opalową, Perłową, Rubinową, Szafirową, Topazową, Turkusową, Turniową, Na Stoku oraz Wyżynną (strona parzysta oraz nieparzysta od numeru 15 do 51). Na obszarze parafii leżą także posesje przy Nadbystrzyckiej 195M i 195U. Według danych parafii w 2014 na jej terenie mieszkało prawie 14 tysięcy zameldowanych osób. Teren parafii jest zbliżony do granic administracyjnych Czubów Południowych. Kościół znajduje się przy ulicy Bursztynowej.     
Parafia powstała w 1993 na nowo wzniesionym osiedlu Widok, w miejscu, w którym w 1987 mieściły się sektory dla wiernych uczestniczących w spotkaniu z Janem Pawłem II. Akt erekcyjny wydał abp Bolesław Pylak 15 stycznia 1993. Od tego czasu funkcjonuje tam samodzielny ośrodek duszpasterski. Obowiązki tworzenia parafii powierzono ks. Lechowi Kunie.
Zespół sakralny obejmuje kościół (dwie kondygnacje) oraz plebanię wzniesioną w latach 1992–1993. Starą kaplicę (1992–1993), którą  pobłogosławił ks. abp Bolesław Pylak 27 maja 1993, wykorzystano po gruntownym remoncie i modernizacji na przedszkole (2009). Prace budowlane docelowej świątyni parafialnej rozpoczęto w 2001, oddano ją do użytku w 2007.
4 października 2014 do parafii został przeniesiony cudowny obraz Matki Bożej Latyczowskiej. 7 października 2017 kościołowi nadano tytuł sanktuarium Matki Bożej Latyczowskiej, Patronki Nowej Ewangelizacji.